# Corentin Moutet
Corentin Moutet (París, 19 de abril de 1999) es un jugador de tenis francés.
Hizo su debut en Grand Slam en el Abierto de Australia 2018, donde recibió un Wildcard para el cuadro principal. Perdió en primera ronda ante Andreas Seppi en el 4 set.
Tuvo su debut en la ATP en Ecuador Open 2018, donde recibió un Wildcard para el cuadro principal. Ganó su primer partido en la ATP derrotando a Adrián Menéndez, y luego le ganó al cabeza de serie número #7, Ivo Karlović, quien era el 90 del mundo, para luego perder en los cuartos de final ante Andrej Martin.

## Títulos ATP (0; 0+0)

### Individual (0)
| Leyenda                         |
| Grand Slam (0)                  |
| ATP World Tour Finals (0)       |
| ATP World Tour Masters 1000 (0) |
| ATP World Tour 500 (0)          |
| ATP World Tour 250 (0)          |

#### Finalista (2)
| N.º | Fecha               | Torneo   | Superficie | Oponente en la final | Resultado   |
| --- | ------------------- | -------- | ---------- | -------------------- | ----------- |
| 1.  | 11 de enero de 2020 | Doha     | Dura       | Andrey Rublev        | 2-6, 6-7(3) |
| 2.  | 28 de junio de 2025 | Mallorca | Hierba     | Tallon Griekspoor    | 5-7, 6-7(3) |

## Títulos ATP Challenger (7; 7+0)

### Individual (7)
| N.° | Fecha                    | Torneo                 | Superficie    | Oponente en la final | Resultado         |
| --- | ------------------------ | ---------------------- | ------------- | -------------------- | ----------------- |
| 1.  | 29 de octubre de 2017    | Challenger de Brest    | Dura (i)      | Stefanos Tsitsipas   | 6-2, 7-6(8)       |
| 2.  | 16 de septiembre de 2018 | Challenger de Estambul | Dura          | Quentin Halys        | 6-3, 6-4          |
| 3.  | 10 de febrero de 2019    | Challenger de Chennai  | Dura          | Andrew Harris        | 6-3, 6-3          |
| 4.  | 16 de junio de 2019      | Challenger de Lyon     | Tierra batida | Elias Ymer           | 6-4, 6-4          |
| 5.  | 12 de junio de 2022      | Challenger de Lyon     | Tierra batida | Pedro Cachín         | 6-4, 6-4          |
| 6.  | 19 de septiembre de 2022 | Challenger de Szczecin | Tierra batida | Dennis Novak         | 6-2, 6-7 (5), 6-4 |
| 7.  | 12 de noviembre de 2023  | Challenger de Helsinki | Dura (i)      | Sumit Nagal          | 6-3, 3-6, 6-2     |